# 우에하라 다쿠로
우에하라 다쿠로(일본어: 上原 拓郎, 1991년 7월 8일 ~ )는 일본의 축구 선수이다.

## 구단 경력
그는 2014년부터 2023년까지 J리그의 콘사돌레 삿포로, 로아소 구마모토, FC 이마바리에서 활동하였다.